# Johann Boumann
Johann Boumann, oppure Johan o Jan Boumann (Amsterdam, 1706 – Berlino, 1776), è stato un architetto olandese.

## Biografia

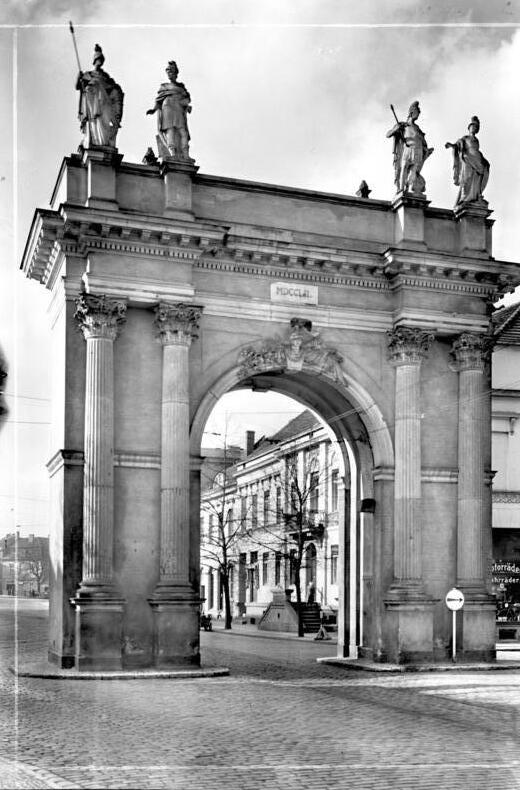
Berliner Tor (Porta di Berlino) (1752)

Edificio centrale dell'Università Humboldt di Berlino (1809)

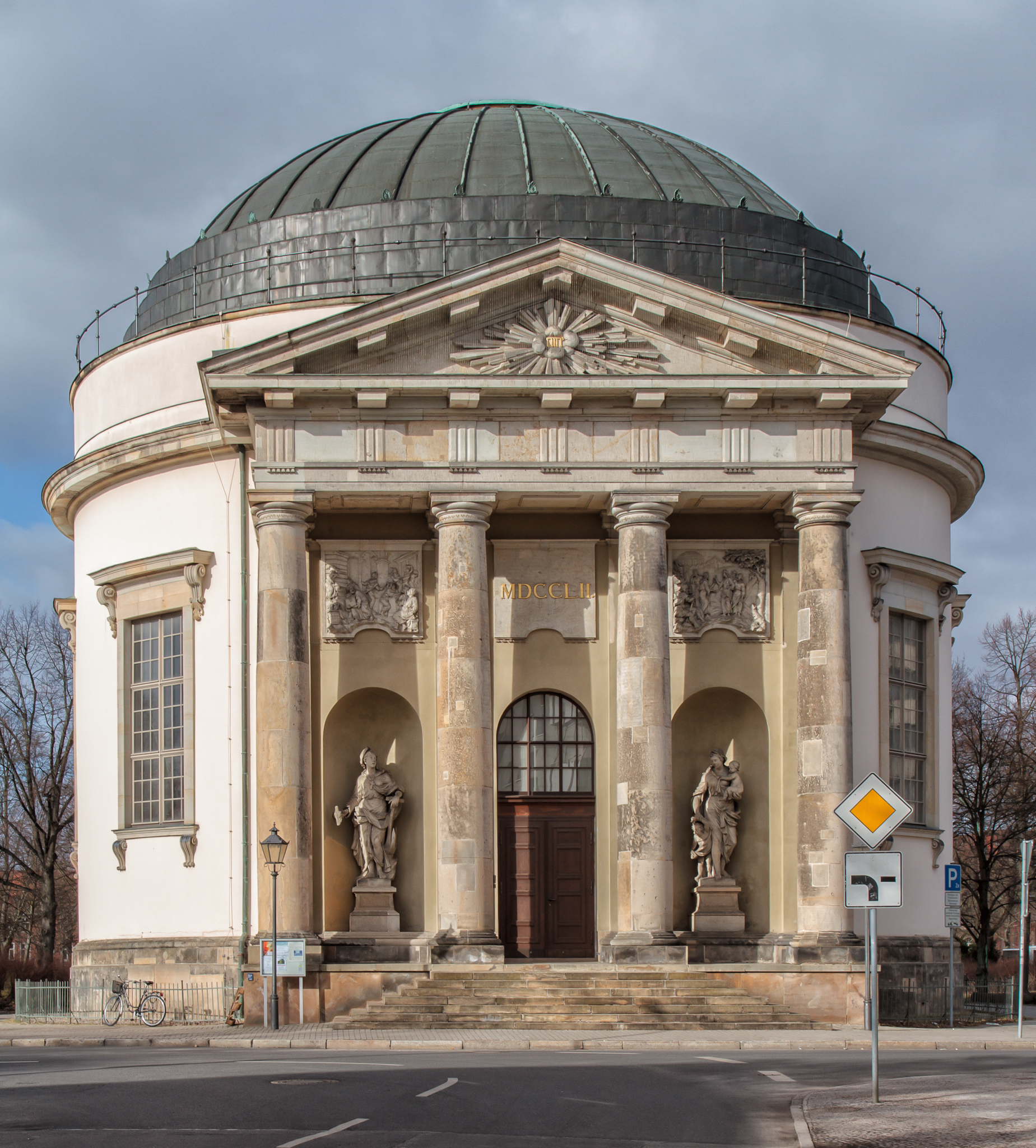
Chiesa francese di Potsdam

Per quanto riguarda la vita privata e il percorso di formazione di Johnann Boumann, è noto che 
Johann Boumann era il figlio del carpentiere Michiel Boumann, del quale seguì inizialmente le orme come maestro carpentiere nel settore navale. Nel 1732 sposò Anna Johanna van Lohuijsen ad Amsterdam.
Le notizie storiche attestano che lavorò soprattutto a Potsdam e Berlino, principalmente al servizio della corte prussiana, e realizzò numerosi edifici pubblici e privati.
La sua carriera incominciò nel 1732 quando venne contattato da Federico Guglielmo I di Prussia a Potsdam per costruirvi il 'quartiere olandese': un quartiere completamente realizzato in mattoni.
A Potsdam Boumann ultimò il Berliner Tor (1752), ricostruito nel 1901 in una zona più centrale della città, oltre al Municipio (1753): quest'ultimo si dimostrò un lavoro influenzato dallo stile palladiano, semplice ed equilibrato, caratterizzato da un prospetto principale d'ordine corinzio e la copertura a volta.
A Potsdam effettuò numerose collaborazioni, tra le quali il palazzo di Città, il Palazzo di Sanssouci, oltre a costruire numerose case private.
A Berlino si attivò principalmente per il vecchio duomo (1747-1750), ora distrutto, che secondo alcuni storici dell'architettura fu ideato originariamente da Federico il Grande, con alcuni suoi disegni che presentarono e indicarono lo stile fondamentale dell'opera.
Inoltre eseguì il palazzo per il principe Enrico di Prussia, convertito nel 1809 in sede dell'Università Humboldt di Berlino. Per questo lavoro dovette probabilmente elaborare gli studi incominciati da Knobelsdorffs, ma fu certamente del Boumann l'invenzione del classico prospetto sulla 'corte d'onore'.
A Berlino Boumann costruì numerose caserme e depositi militari, rinnovò il palazzo dell'Accademia, sostituito successivamente dall'attuale Biblioteca Nazionale, e ultimò nel 1770-1773 la cattedrale di Sant'Edvige.

## Opere
- Numerose case residenziali, come il piccolo Quartiere olandese di Potsdam (1732);
- Il vecchio duomo di Berlino (1747-1750);
- la porta di Berlino a Potsdam (1752), (ricostruita nel 1901);
- Municipio di Potsdam (1753);
- Palazzo per il principe Enrico di Prussia, che è diventato l'edificio principale dell'Università Humboldt di Berlino (1809);
- Portico della chiesa di Saint-Nicolas a Potsdam;
- Cattedrale di Sant'Edwige a Berlino (1770-1773);
- Palazzo dell'Accademia: facciata sul lato Unter den Linden;
- Palazzo di Sanssouci sotto la supervisione di Georg Wenzeslaus von Knobelsdorff;
- la Nuova Accademia dei Cavalieri;
- Hôtel degli Invalidi.